# Sterculia stipulifera
Sterculia stipulifera är en malvaväxtart som beskrevs av Adolpho Ducke. Sterculia stipulifera ingår i släktet Sterculia och familjen malvaväxter. Inga underarter finns listade i Catalogue of Life.